# 714

Het Frankische Rijk na het overlijden van Pepijn van Herstal (714)

Het jaar 714 is het 14e jaar in de 8e eeuw volgens de christelijke jaartelling.

## Gebeurtenissen

### Europa
- April - Grimoald II, hofmeier van Neustrië en Bourgondië, wordt tijdens een pelgrimsreis naar het graf van Sint-Lambertus bij Luik door een sluipmoordenaar vermoord. Dit vermoedelijk in opdracht van zijn schoonvader Radboud, koning van de Friezen. De Pepiniden raken verwikkeld in politieke intriges en corruptie. Hertog Eudes verklaart Aquitanië (gelegen in het zuidwesten van Frankrijk) onafhankelijk.
- 16 december - Pepijn II (van Herstal), hofmeier van Austrasië, overlijdt in Jupille (bij Luik). Hij wordt opgevolgd door zijn 7-jarige kleinzoon Theudoald (zoon van Grimoald II), met zijn grootmoeder Plectrudis als regentes over het Frankische Rijk. Zij laat haar stiefzoon Karel Martel gevangennemen en sluit hem op in Keulen.

### Arabische Rijk
- De Arabieren veroveren Lissabon (huidige Portugal), de stad groeit uit tot een belangrijk islamitisch handelscentrum. (waarschijnlijke datum).
- De Arabieren veroveren de Ebrovallei.

## Religie
- Volgens een legende vluchten zes Visigotische bisschoppen en één aartsbisschop vanuit Portugal naar het westen en stichten op Antillia zeven steden. (waarschijnlijke datum).

## Geboren
- Al-Mansoer, Arabisch kalief (overleden 775)
- Pepijn de Korte, koning van het Frankische Rijk (overleden 768)
- Stefanus II, paus van de Katholieke Kerk (of 715)

## Overleden
- 16 december - Pepijn van Herstal, Frankisch hofmeier
- Grimoald II, hofmeier van Neustrië en Bourgondië
- Guthlac (41), Angelsaksisch monnik en heilige
- Achila II, koning van de Visigoten (waarschijnlijke datum)
- Agia van Bergen, Frankisch edelvrouw en non (of 708)
- Gummarus, Frankisch edelman (waarschijnlijke datum)